# Gaku Sugamoto
Gaku Sugamoto (菅本 岳 Sugamoto Gaku?, nacido el 10 de septiembre de 1994 en Kanagawa) es un futbolista japonés que se desempeña como centrocampista.

## Trayectoria

### Clubes
| Club           | País  | Año    |
| -------------- | ----- | ------ |
| Grulla Morioka | Japón | 2017 - |

## Estadística de carrera

### J. League
| Club           | Año   | J. League | J. League | Copa J. League | Copa J. League | Total | Total |
| Club           | Año   | Part.     | Goles     | Part.          | Goles          | Part. | Goles |
| -------------- | ----- | --------- | --------- | -------------- | -------------- | ----- | ----- |
| Grulla Morioka | 2017  | 29        | 4         | -              | -              | 29    | 4     |
| Total          | Total | 29        | 4         | 0              | 0              | 29    | 4     |